# زن همسایه
زن همسایه بغلی (فرانسوی: La Femme d'à côté‎) فیلمی به کارگردانی فرانسوا تروفو که در سال ۱۹۸۱ منتشر شد.

## خلاصه داستان
برنارد به همراه همسر و پسر جوانش در دهکده‌ای خارج از گرونوبل زندگی می‌کنند. یک روز، زوجی (فیلیپ و ماتیلد) به خانه‌ی کناری نقل مکان می‌کنند. برنارد و ماتیلد که در دوران مجردی سابقه‌ی آشنایی با همدیگر را داشتند، از دیدن یکدیگر شوکه می‌شوند. در ابتدا برنارد از ماتیلد دوری می‌کند تا این‌که همدیگر را در فروشگاهی می‌بینند و...

## بازیگران
- ژرار دوپاردیو به عنوان برنارد Coudray
- فنی اردان به عنوان ماتیلد Bauchard
- هانری Garcin به عنوان فیلیپ Bauchard
- میشل Baumgartner به عنوان Arlette Coudray
- راجر Van Hool به عنوان رولاند Duguet
- ورونیک نقره به عنوان مادام Odile Jouve
- فیلیپ Morier-Genoud به عنوان پزشک
- اولیویه Bedquaert به عنوان توماس Coudray[۲]